# 1194
1194 (MCXCIV) var ett normalår som började en lördag i den julianska kalendern.

## Händelser

### Februari
- 4 februari – Rikard I Lejonhjärta friges ur sin österrikiska fångenskap.

### Juni
- 10 juni – Nästan hela katedralen i Chartres (utom västra fasadens nedre del och kryptan) och stora delar av staden förstörs i en brand.

### Okänt datum
- Surat erövras av Qutb ad-Din Aybak, delhisultanatets grundare.
- Kannauj erövras av Muhammed av Ghur.

## Födda
- 16 juli – Klara av Assisi, italienskt helgon, ordensstiftare.
- 26 december – Fredrik II, tysk-romersk kejsare.
- Johanna I av Flandern, regerande grevinna av Flandern.

## Avlidna
- 31 december – Leopold V, hertig av Österrike och Steiermark.